# Brian Welch

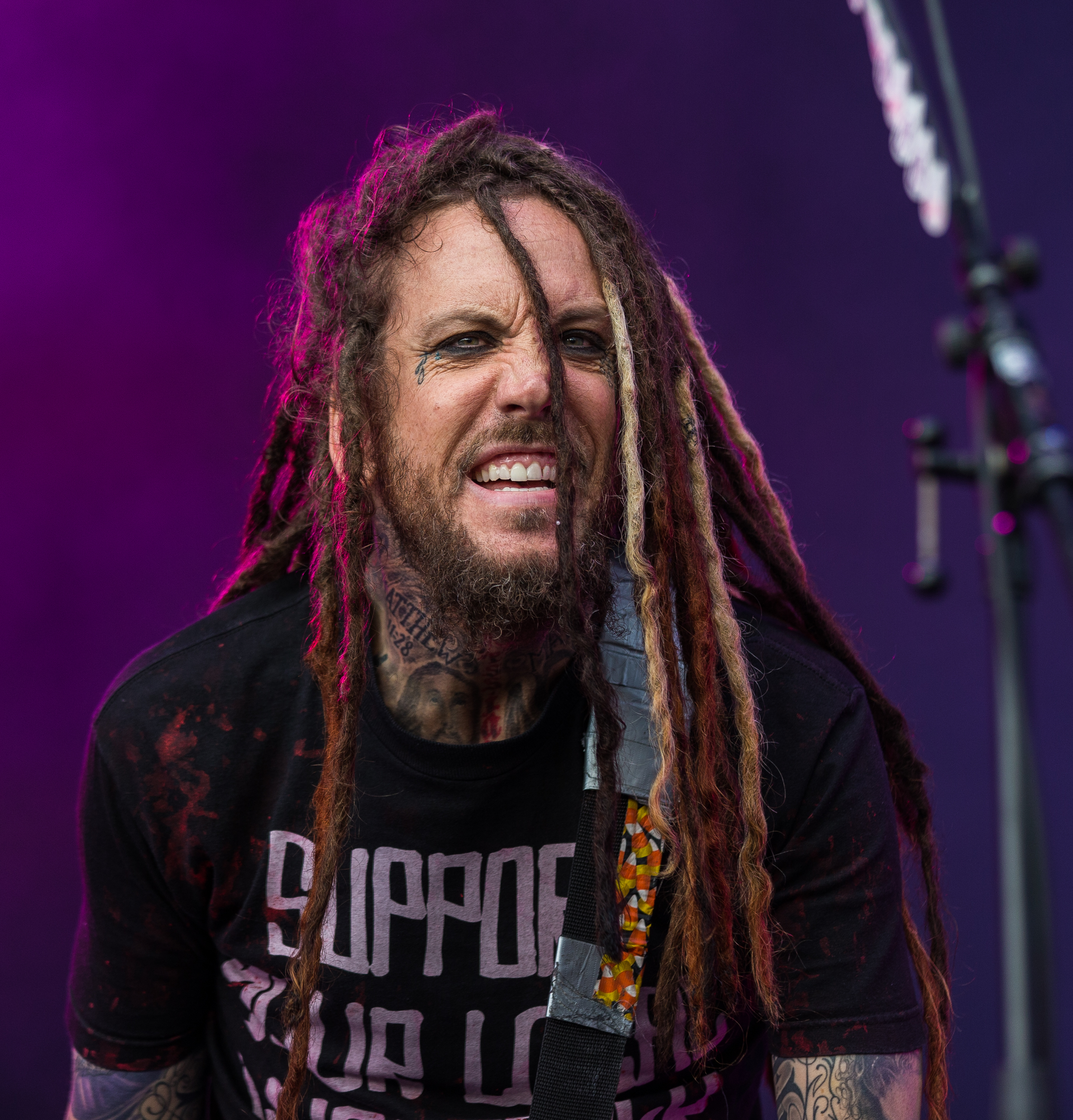
Brian Welch (2014)

Brian Philip „Head“ Welch (* 19. Juni 1970 in Harbor City, Kalifornien) ist ein US-amerikanischer Gitarrist und Sänger. Er ist Gründungsmitglied der Nu-Metal-Band Korn und deren Leadgitarrist. 2005 verließ er die Band aus privaten Gründen, im Jahr 2013 kehrte er zurück. Außerdem ist er Gründer der christlichen Metal-Band Love and Death und deren Frontmann.

## Jugend
Welch wuchs in Bakersfield (Kalifornien) auf. Während seiner Schulzeit hatte er laut eigenen Aussagen des Öfteren Probleme mit seinen Mitschülern, wurde von ihnen gehänselt und sah sich selbst als Außenseiter. Schon in frühen Jahren bemerkte er seine Leidenschaft für die Musik. Anfangs wollte er Schlagzeug spielen, doch sein Vater riet ihm wegen der zu großen Lautstärke eines Schlagzeugs zur Gitarre. Auf der High School lernte er James ‚Munky‘ Shaffer, seinen späteren Bandkollegen bei Korn, kennen.

## Karriere

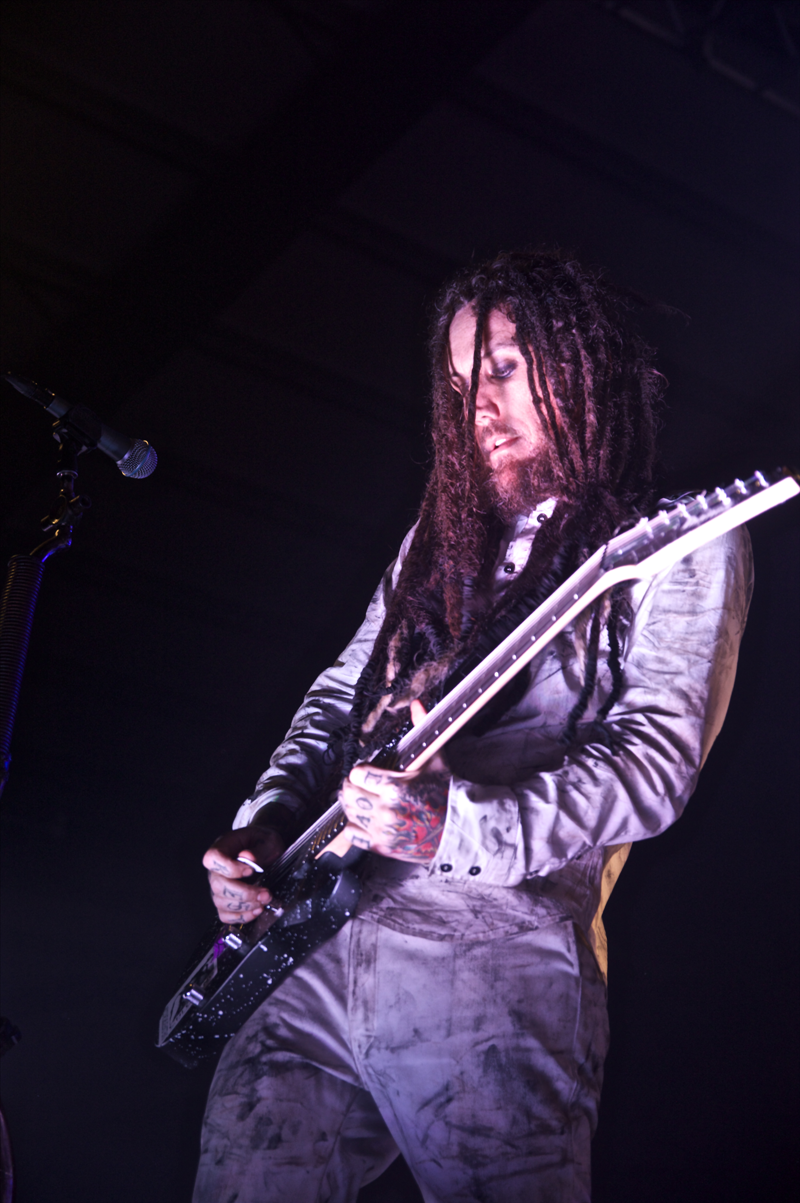
Brian Welch (2013)

### 1991 bis 2004
Im Jahr 1991 schloss sich Welch der Band Rag Tyme an. Dort lernte er Reginald ‚Fieldy‘ Arvizu kennen, den späteren Bassisten von Korn. Die Band löste sich bald wieder auf. Wenig später gründete Arvizu zusammen mit dem Sänger Rick Morill, James Shaffer und dem späteren Korn-Schlagzeuger David Silveria die Band L.A.P.D („Love and Peace, Dude“, später „Laughing As People Die“). Welch fungierte als zweiter Support-Gitarrist. Nach einigen Sängerwechseln benannte sich die Band mit dem Einstieg von Jonathan Davis in Korn um und engagierte Welch als festes Mitglied. Während seiner Zeit in der Band wurden die Alben KoЯn (1994), Life Is Peachy (1996), Follow the Leader (1998), Issues (1999), Untouchables (2002) und Take a Look in the Mirror (2003) veröffentlicht. Die Platten erhielten mehrfach Platin.

### Ausstieg bei KoЯn
Anfang 2005 verließ Welch die Band. Durch verstärkte Hinwendung zum christlichen Glauben identifizierte er sich nicht mehr mit der musikalischen Ausrichtung der Band, außerdem wollte er seine Tochter nicht länger den Begleiterscheinungen des Musikerdaseins ihres Vaters aussetzen. Im März 2005 ließ er sich im Fluss Jordan im Nahen Osten taufen, um seine Verbundenheit mit Gott zu unterstreichen.

### Solo-Arbeiten
Kurz nach seinem Ausstieg bei KoЯn veröffentlichte er einige Songs auf seiner Website, wie zum Beispiel die Electronica-lastigen Stücke Kry und A Cheap Name. Letzteres handelte von dem Rapper 50 Cent; er wollte ihn durch dieses Lied dazu bringen, sein bisheriges Leben zu überdenken. Die Absicht fand keinen großen Anklang. Sein Buch Save me from Myself, welches sein Leben beschreibt, ist auf Englisch im Verlag Regan Books beziehungsweise beim Verlag Harpercollins erschienen. Die deutsche Übersetzung namens Rette mich vor mir selbst ist bei Iron Pages erschienen. Der Nachfolger Washed by Blood ist seit dem 24. Juni 2008 bei Harpercollins erhältlich.
Im Juni 2006 kündigte Welch ein Soloalbum, mit dem Titel It’s Time to See Religion Die unter dem Künstlernamen Head, an. Dieses wurde in den Fortitude Studios aufgenommen. Während Welch für den Gesang, die Gitarren, diverse Programmierarbeiten und dem Songwriting an sich zuständig war, spielten die Künstler Trevor Dunn (Bass) und Josh Freese (Schlagzeug, weitere Programmierarbeiten) den Rest des Albums ein. Das Werk soll eine Reflexion seiner Gefühle und der bisherigen Erfahrungen, die er im Leben gesammelt hat, darstellen. Er sagt, es sei eine aufbauende und glücklich machende CD. Welch fand es immer gut, dass die Musik von KoЯn den Jugendlichen half, ihre Aggressionen rauslassen zu können. Mit seinem Album möchte er nun zeigen, dass es noch mehr als das im Leben gibt. Die CD mit dem endgültigen Titel Save Me From Myself erschien am 9. September 2008 bei dem Label Driven Music Group/H2C Records.

### Love and Death
2012 gründete Welch die christliche Nu-Metal-Band Love and Death, bei der er als Sänger und Gitarrist fungiert. In einem Interview mit metal.de erzählte er der Redakteurin Nadine Schmidt im März 2017, dass noch in diesem Jahr ein neues Album der Band veröffentlicht werden solle, Produzent sei der Gitarrist der Band Breaking Benjamin.

### Rückkehr zu KoЯn
Am 3. Mai 2013 verkündete Welch auf seiner Facebookseite seine Rückkehr zur Band KoЯn und erklärte gleichzeitig, dass man sich im Studio an einem neuen Album versuche.
Welch betonte, dass Love and Death weiterhin bestehen und er folglich in zwei Bands spielen werde.

## Sonstiges
Den Spitznamen „Head“ besitzt Welch, weil er laut eigener Aussage einen viel zu großen Kopf habe und ihm kein Hut passen würde.
Er half Fred Durst von Limp Bizkit bei der Arbeit an der CD Results May Vary (2003) bis Mike Smith neuer Gitarrist bei der Band wurde. Die Band hatte vorher keinen Gitarristen mehr, nachdem Wes Borland im Jahr 2001 ausgestiegen war. Viele der von ihm geschriebenen Songs wurden nie veröffentlicht.
Im Juli 1998 unterbrachen KoЯn ihre Teilnahme am Ozzfest, damit Welch der Geburt seiner Tochter beiwohnen konnte.

## Werke

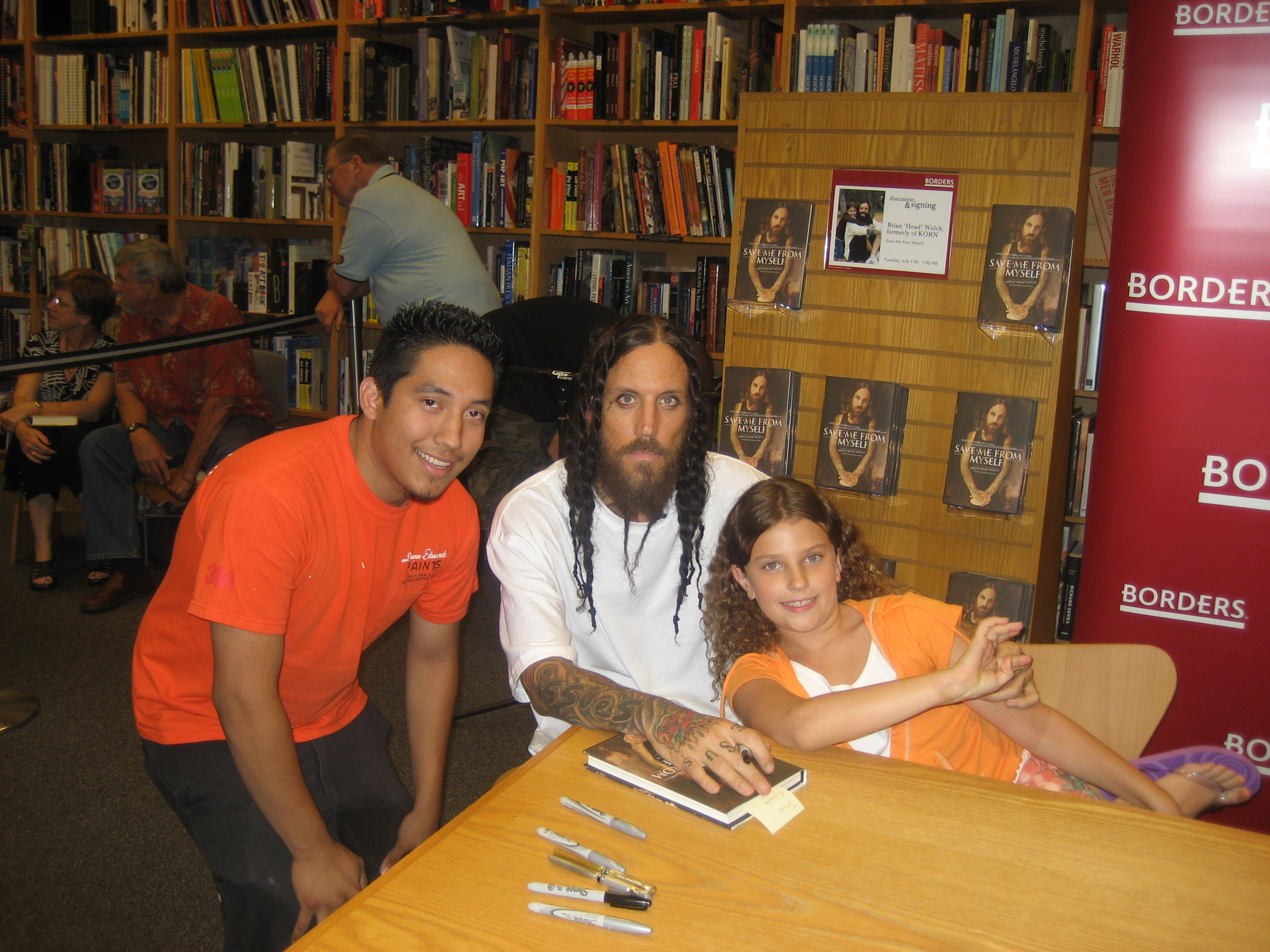
Welch (Mitte) beim Signieren seiner Autobiografie Save Me from Myself (2007)

- Save Me from Myself: How I Found God, Quit KoЯn, Kicked Drugs, and Lived to Tell My Story. HarperOne, San Francisco 2007, ISBN 978-0-06-143164-7.
- Washed by Blood: Lessons from My Time with KoЯn and My Journey to Christ. HarperOne, San Francisco 2008, ISBN 978-0-06-155580-0.